# Batalla de Sarıkamış
La batalla de Sarikamis (a veces escrito Sarikamish, Sarıkamış en turco) fue la primera y mayor batalla de la Campaña del Cáucaso de la Primera Guerra Mundial, en la que las tropas del Imperio ruso cosecharon una apabullante victoria sobre las tropas del Imperio otomano. Debido al gran número de soldados otomanos que perdieron la vida (en su mayoría congelados durante la retirada, pues la batalla tuvo lugar en pleno invierno), los turcos se refieren a este suceso como Sarıkamış Faciası, el "Desastre de Sarıkamış".

## Antecedentes
En el momento de producirse la batalla, las luchas entre los imperios turco y ruso se remontaban casi 300 años atrás. A partir del siglo XVIII los rusos habían expulsado lentamente a los turcos de Ucrania y Crimea y durante el siglo XIX habían proseguido su avance hacia el Cáucaso y los Balcanes, donde habían recabado el apoyo de otras potencias para instalar una serie de nuevas monarquías independientes que los zares pensaban poner bajo su tutela. La última de las guerras entre Constantinopla y San Petersburgo había tenido lugar en 1878 y se había saldado, entre otras cosas, con la anexión rusa de la fortaleza de Kars y el puerto de Batum, al sureste del mar Negro. Los rusos no ocultaban ya sus deseos de poseer algún día la ciudad de Constantinopla (objetivo que consideraban legítimo, pues se tenían por los únicos herederos de Bizancio) y conseguir una salida directa al mar Mediterráneo.
Mientras tanto, el gobierno imperial otomano entró en una grave crisis que se agudizó entre 1912 y 1913 con la pérdida de las últimas posesiones africanas y balcánicas del Imperio. En ese momento se produjo un golpe de Estado que delegó el poder real en un triunvirato de pachás (İsmail Enver, Ahmed Djemal y Mehmed Talat), con el sultán Mehmed V reducido a una figura simbólica. Los tres pachás (entre los que tenía el liderazgo indiscutido İsmail Enver) trataron de establecer una alianza militar y política con el Imperio alemán, la única potencia europea que en ese momento parecía tener la capacidad y voluntad necesarias para mantener a raya a los rusos y evitar que estos se abalanzaran sobre lo que quedaba del Imperio Otomano en un futuro próximo.
Así, no es de extrañar que cuando se desencadenó la Primera Guerra Mundial en 1914, los turcos se posicionasen de inmediato junto a los alemanes y declarasen la guerra a los rusos, siempre con la recuperación de Kars y Batum como meta inmediata. El propio İsmail Enver decidió tomar el mando del ejército del Cáucaso y atacar la fortaleza de Kars en pleno invierno, a pesar de las objeciones de su consejero alemán, Otto Liman von Sanders.

## Fuerzas enfrentadas
Enver Pasha decidió movilizar hacia el noroeste de Anatolia al mayor contingente militar del Imperio, el Tercer Ejército Otomano, compuesto en ese momento por unos 190 000 hombres. Sin embargo, la decisión de atravesar los montes Allahüekber en pleno invierno y en medio de tormentas de nieve redujo su número a apenas 80 000 a 90 000 efectivos. El resto de los soldados.
Por su parte, el Ejército Ruso del Cáucaso contaba en la zona con unos 100 000 soldados, aunque el número que se presentó a la batalla pudo ser bastante menor debido a que el estado mayor ruso, juzgando el frente del Cáucaso como secundario, habían transferido algunos contingentes al Frente Oriental con el fin de enfrentarse a los alemanes y austrohúngaros. Al mando de las tropas se encontraba el veterano General Nikolái Yudénich, que demostraría su profunda valía y experiencia no sólo en la Gran Guerra, sino también en la guerra civil rusa.

## La batalla
A mediados de diciembre, Enver entró en el Cáucaso a través de Armenia y dividió a sus tropas en múltiples contingentes de pequeño tamaño, cada uno de los cuales tomaría su propia ruta y se reuniría con el resto en Sarikamis. Esta estrategia fue duramente criticada por von Sanders, pero Enver lo ignoró por completo, aduciendo los graves problemas de suministros de unir todas las fuerzas en un solo grupo. Lo mismo hizo Yudenich con su inmediato superior, el gobernador ruso del Cáucaso Illarion Vorontsov-Dashkov, quien le había ordenado retroceder a Kars para reforzar las defensas de la plaza. En su lugar, el general ruso prefirió quedarse en Sarikamis y esperar la llegada de los turcos.
Las divisiones otomanas perdieron el contacto entre sí durante el viaje y llegaron en diferentes tandas a Sarikamis entre el 29 de diciembre de 1914 y el 3 de enero de 1915, lo que les restó efectividad. Un ataque inicial, llevado a cabo por las primeras divisiones que llegaron, logró tomar los barracones situados al oeste de la ciudad, pero las fuerzas turcas fueron forzadas a retroceder de inmediato. En los días siguientes las unidades más retrasadas se dedicaron a atacar a los rusos según iban llegando al lugar de la batalla, sin la menor coordinación entre sí o con quienes habían llegado previamente, lo que permitió a los rusos repelerlas una por una. Este desorden fue lo que inclinó la balanza decisivamente del lado ruso, pues, aunque los turcos consiguieron algunos de sus objetivos, estos no pudieron mantener ninguno de ellos por encontrarse completamente agotados. El 4 de enero, finalmente, el ejército otomano levantó el informal asedio y retrocedió de forma completamente desordenada.

## Resultados
El número de otomanos que perdieron la vida durante el traslado, batalla y retirada no es seguro, como tampoco lo es el número real de estos que llegaron a participar en la misma debido al gran número de efectivos que se perdieron por el camino. Según fuentes turcas, las bajas fueron de 60 000 a 90 000, aunque otros llegan a elevarlas hasta muy por encima de 150 000. En su mayor parte los soldados murieron por congelación o atacados por la espalda por los rusos durante la retirada. El resultado fue una extraordinaria derrota para los turcos, que perdieron en esta empresa más hombres que en ninguna otra batalla de la Primera Guerra Mundial. Sarikamis fue más tarde descrita por un oficial alemán destinado en Turquía como "un desastre sin parangón en la historia militar por su rapidez y completitud".
Por su parte, los rusos perdieron unos 35 000 hombres (según fuentes turcas) y el General Yudenich fue ascendido a Comandante del Ejército del Cáucaso. La brecha abierta en las líneas otomanas fue aprovechada durante el verano de 1915 para realizar una serie de incursiones en territorio otomano, que llegaron a alcanzar Erzincan y el lago Van.
Enver dejó el mando de las tropas en manos del General Hafiz Hakki y regresó a Estambul, donde asumió brevemente el mando de las tropas desplegadas en Tracia antes de entregarlo a Otto Liman von Sanders en vísperas de la batalla de Galípoli. En mayo de 1915 comenzó a responsabilizar públicamente a los armenios de la derrota, acusándoles de cooperar con los rusos y atacar las líneas de suministro otomanas. Esta acusación sería la piedra angular del futuro Genocidio Armenio, continuando el proceso de matanzas y asesinatos colectivos iniciados
en las masacres hamidianas.